# Osburnea biscuta
Osburnea biscuta is een mosdiertjessoort uit de familie van de Electridae. De wetenschappelijke naam van de soort is, als Electra biscuta, voor het eerst geldig gepubliceerd in 1950 door Osburn.